# امنیت مبتنی بر هویت
امنیت مبتنی بر هویت نوعی امنیت است که بر دستیابی به اطلاعات دیجیتالی یا خدمات مبتنی بر هویت تأیید شده یک فرد متمرکز است. این تضمین می‌کند که کاربران این سرویس‌های دیجیتالی حق دریافت آنچه را دریافت می‌کنند دارند. رایج‌ترین شکل امنیت مبتنی بر هویت شامل ورود در یک حساب کاربری با نام کاربری و رمز عبور است. با این حال، فناوری‌های اخیر به انگشت نگاری یا تشخیص چهره تبدیل شده‌است.
در حالی که اکثر اشکال امنیت مبتنی بر هویت ایمن و قابل اعتماد هستند، اما هیچ‌یک از آنها کامل نیستند و هر کدام حاوی اشکالات و مشکلات خاص خود هستند.

## تاریخ
اولین اشکال امنیت مبتنی بر هویت در دهه ۱۹۶۰ توسط دانشمند کامپیوتر فرناندو کورباتو ارائه شد. در این مدت، Corbató رمزهای رایانه‌ای را اختراع کرد تا از استفاده پرونده‌های دیگران توسط کاربران جلوگیری کند. این مشکلی است که در سیستم اشتراک زمان سازگار (CTSS) وی مشهود است و به چندین کاربر امکان دسترسی همزمان به رایانه را می‌دهد. با این وجود اثر انگشت، اگرچه در ابتدای شناخته شدن دیجیتالی نبود، اما به قرن ۲ و ۳ بازمی‌گردد، جایی که پادشاه حمورابی از طریق اثر انگشت در بابل باستان قراردادهای خود را مهر و موم می‌کرد. شواهد انگشت‌نگاری نیز در چین باستان به عنوان روشی برای شناسایی در دادگاه‌ها و اسناد رسمی کشف شد. سپس استفاده از اثر انگشت در ایالات متحده در اوایل قرن ۲۰ از طریق سیستم‌های زندان به عنوان یک روش شناسایی معرفی شد. از طرف دیگر، شناسایی چهره در دهه ۱۹۶۰ توسعه یافت و بودجه آن را آژانسهای اطلاعاتی و ارتش آمریکا تأمین کردند.

## انواع امنیت مبتنی بر هویت

### ورود به حساب کاربری
رایج‌ترین شکل امنیت مبتنی بر هویت، احراز هویت با رمز عبور است که شامل ورود یک حساب آنلاین است. بیشتر شرکت‌های بزرگ دیجیتالی مانند فیس بوک، گوگل و آمازون به این شکل از امنیت اعتماد می‌کنند. ورود به سیستم حساب آسان است، به خطر انداختن آن دشوار است و یک راه حل ساده برای خدمات دیجیتال مبتنی بر هویت ارائه می‌دهد.

### اثر انگشت
احراز هویت بیومتریک اثر انگشت نوع دیگری از امنیت مبتنی بر هویت است. به دلیل قابلیت اطمینان و قابلیت دسترسی بودن، علاوه بر جعل کردن بسیار دشوار، یکی از ایمن‌ترین اشکال شناسایی محسوب می‌شود. اثر انگشت برای هر فرد نیز منحصر به فرد است و یک عمر بدون تغییر قابل توجه باقی خواهد ماند. در حال حاضر، احراز هویت بیومتریک اثر انگشت معمولاً در کلانتری‌ها، صنایع امنیتی و همچنین تلفن‌های هوشمند مورد استفاده قرار می‌گیرد.

### تشخیص چهره
تشخیص چهره ابتدا با گرفتن تصویر از صورت عمل می‌کند. سپس، یک الگوریتم رایانه ای متمایز بودن چهره را تعیین می‌کند، که شامل محل قرارگیری چشم، شکل چانه یا فاصله از بینی است ولی به ان محدود نمی‌شود. سپس الگوریتم این اطلاعات را به پایگاه داده تبدیل می‌کند، در حالی که هر مجموعه داده دارای جزئیات کافی برای تشخیص یک چهره از چهره دیگر است.

## جنجال‌ها و مسائل
مشکل این شکل از امنیت زمینه فراموش کردن رمزهای عبور توسط مصرف‌کنندگان است. به‌طور متوسط، یک فرد در ۲۵ حساب آنلاین نیازمند به رمز عبور ثبت نام می‌کند، و بیشتر افراد رمزهای ورود برای هر حساب را تغییر می‌دهند. طبق مطالعه مسترکارت و دانشگاه آکسفورد، «حدود یک سوم خریدهای آنلاین هنگام وارسی کنار گذاشته می‌شوند زیرا مصرف‌کنندگان نمی‌توانند رمزهای عبور خود را به خاطر بیاورند.» اگر مصرف‌کننده رمز عبور خود را فراموش کند، معمولاً باید درخواست بازنشانی گذرواژه ارسال شده به حساب ایمیل پیوندشده را داشته باشد و این امر روند تأخیر خرید را بیشتر به تأخیر می‌اندازد. طبق مقاله منتشر شده توسط Phys Org، ۱۸٫۷۵٪ از مصرف‌کنندگان به دلیل مشکلات تنظیم مجدد رمز ورود، خرید را رها می‌کنند.
هنگامی که افراد یک رمز عبور یکنواخت را در تمام سیستم عامل‌های آنلاین تنظیم می‌کنند، این امر فرایند ورود را بسیار ساده‌تر می‌کند و فراموش کردن آن دشوار است. با این حال، با این کار، مسئله دیگری مطرح می‌شود که نقض امنیت (رخنه) در یک حساب منجر به رخنه مشابه در تمام حساب‌های باقیمانده می‌شود و امنیت آنلاین آنها را به خطر می‌اندازد. این امر دستیابی به راه حل، به خاطر سپردن همه گذرواژه‌ها را دشوارتر می‌کند.

### اثر انگشت
در حالی که انگشت‌نگاری به‌طور کلی ایمن و قابل اعتماد در نظر گرفته می‌شود، وضعیت فیزیکی انگشت فرد در هنگام اسکن می‌تواند نتایج آن را به شدت تحت تأثیر قرار دهد. به عنوان مثال، صدمات جسمی، تغییر مکان و شرایط پوستی می‌تواند منجر به اطلاعات بیومتریک معیوب و غیرقابل اعتماد شود که ممکن است مجوز شخص را رد کند.
مسئله دیگر در مورد اثر انگشت به عنوان حمله سنسور بیومتریک شناخته می‌شود. در چنین حمله‌ای، انگشت جعلی یا پرینتی از انگشت برای گول‌زدن سنسورها و احراز هویت به پرسنل غیرمجاز استفاده می‌شود.

### تشخیص چهره
تشخیص چهره برای شناسایی و اعطای دسترسی به محصولات، خدمات یا اطلاعات، به چهره فرد متکی است. با این حال، به دلیل محدودیت‌های فناوری (نور، وضوح تصویر) و همچنین تغییر در ساختار صورت با گذشت زمان، می‌تواند جعلی باشد.
در تست‌های تشخیص چهره دو نوع عدم موفقیت وجود دارد. اولین مورد یک کاذب مثبت است، جایی که پایگاه داده تصویر را با یک مجموعه داده مطابقت می‌دهد اما نه با مجموعه داده تصویر کاربر واقعی. نوع دیگر خرابی، کاذب منفی است، جایی که پایگاه داده قادر به شناسایی چهره کاربر صحیح نیست. هر دو نوع خرابی داد و ستدی با قابلیت دسترسی و امنیت دارند که باعث می‌شود درصد هر نوع خطا قابل توجه باشد. به عنوان مثال، تشخیص چهره در تلفن‌های هوشمند ترجیح می‌دهد مثالی از منفی کاذب باشد تا مثبت کاذب، زیرا برای شما بهتر است چندین بار وارد سیستم شوید نه اینکه به‌طور تصادفی اجازه دسترسی غریبه به تلفن خود را بدهید.
در حالی که در شرایط ایده‌آل با نور، موقعیت و قرارگیری دوربین، فناوری تشخیص چهره می‌تواند به اندازه ۹۹٫۹۷٪ دقیق باشد. با این حال، چنین شرایطی بسیار نادر است و بنابراین غیرواقعی است. در مطالعه‌ای که توسط موسسه ملی استاندارد و فناوری (NIST) انجام شد، دقت تشخیص چهره با فیلم ضبط شده از ۹۴٫۴٪ تا ۳۶٪ بسته به محل قرارگیری دوربین و همچنین ماهیت تنظیمات، متفاوت بود.
گذشته از کمبودهای فنی تشخیص چهره، تعصب نژادی نیز به عنوان موضوعی بحث‌برانگیز ظاهر شده‌است. یک مطالعه فدرال در سال ۲۰۱۹ به این نتیجه رسید که سیستم‌های تشخیص چهره صورت جعلی چهره سیاه و آسیایی را ۱۰ و ۱۰۰ برابر بیشتر از صورت‌های سفید شناسایی می‌کنند.